# Capela de Nossa Senhora da Conceição do Engenho Poxim
A Capela de Nossa Senhora da Conceição do Engenho Poxim é uma igreja católica apostólica romana do século XVIII em São Cristóvão, Sergipe. Foi construída como parte da fazenda de cana Engenho Poxim, que existia ao longo do rio Poxim Açu, um pequeno afluente do rio Poxim, no sudoeste do município de São Cristóvão. A igreja está localizada em um ambiente rural remoto no atual assentamento Rosa Luxemburgo II. Foi tombado como estrutura histórica pelo Instituto Nacional do Patrimônio Histórico e Artístico (IPHAN) em 1943. A igreja está abandonada e carece dos elementos interiores presentes no momento do tombamento.

## História

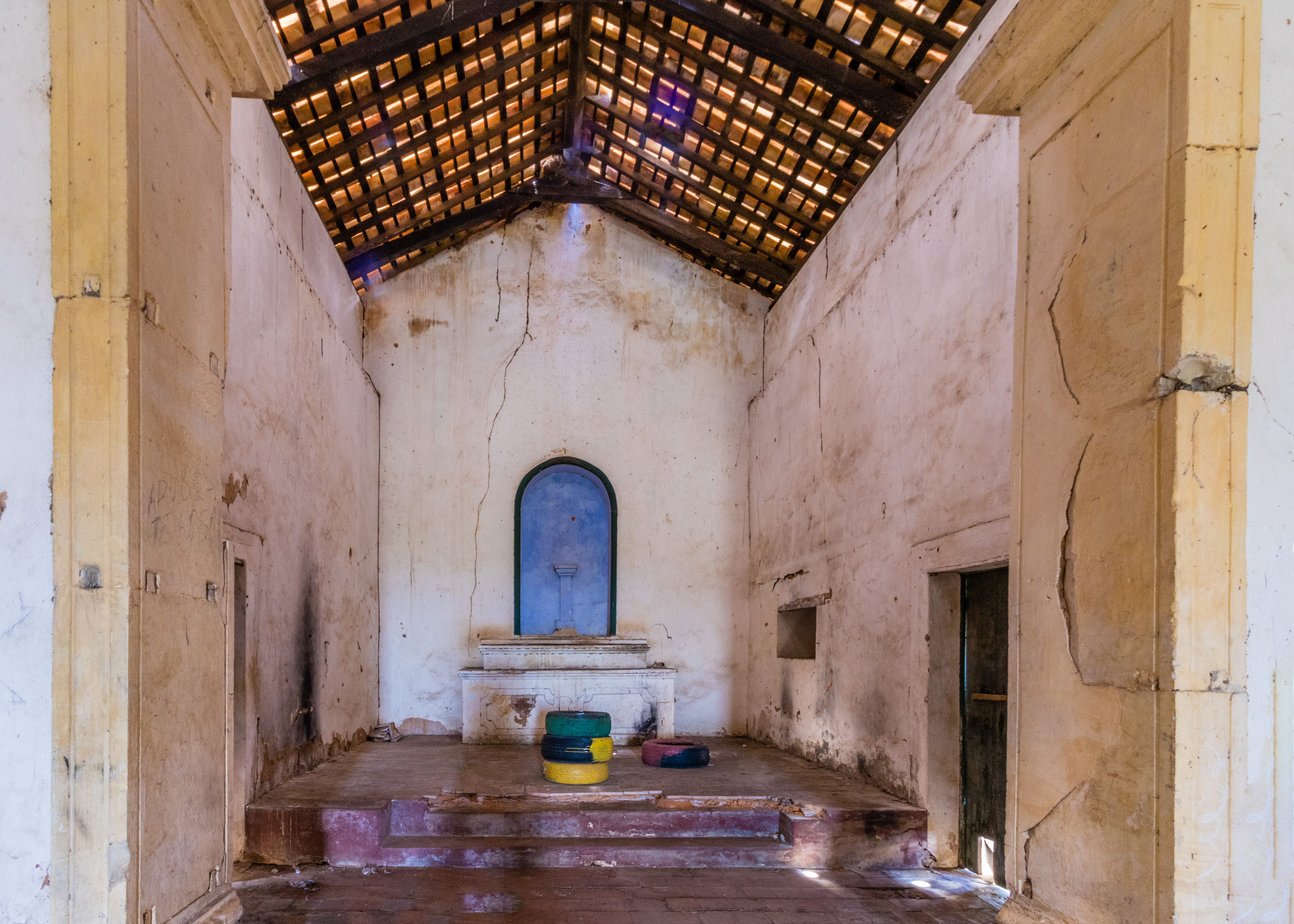
Altar da capela

A capela é a estrutura remanescente do Engenho Poxim, uma plantação de cana-de-açúcar . Uma placa acima do portal da igreja é datada de 1751. Segundo os registros feitos no momento de sua inspeção pelo IPHAN em 1943, a capela estava sob a administração de Edgar Rosemberg em meados do século XX. A capela estava em condições razoáveis durante uma pesquisa em 1947, mas havia se deteriorado de acordo com as inspeções de 1968 e 1971. Permanece em mau estado com poucos elementos internos e agora é nominalmente gerenciado pelo IPHAN.

## Estrutura

### Exterior

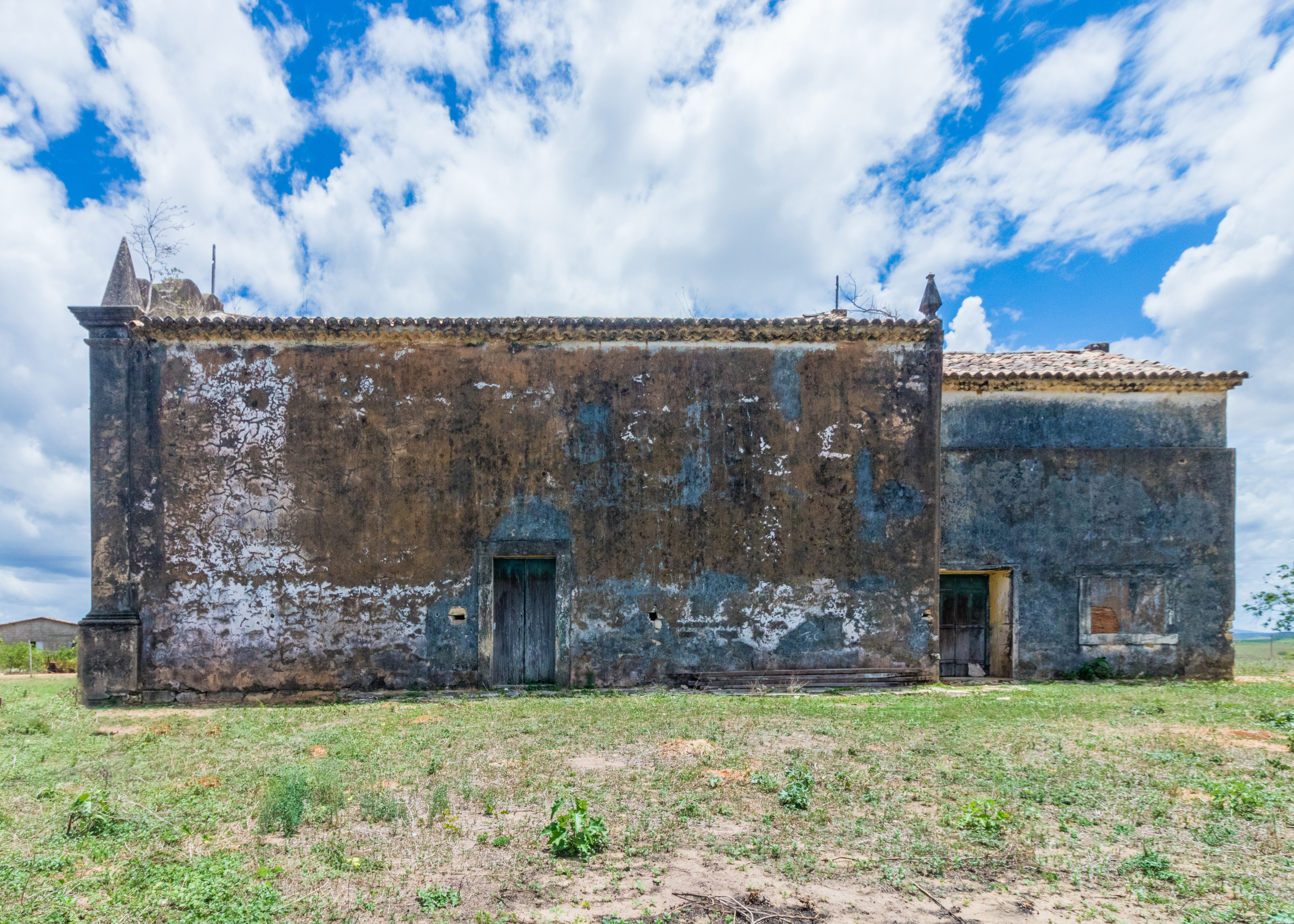
Lateral.

A Capela de Nossa Senhora da Conceição do Engenho Poxim é construída em estilo barroco brasileiro simples, típico das igrejas rurais da região no século XVIII. A capela tem uma única porta de madeira, trabalhada com motivos fitomórficos em pedra. Em cima, há um lintel de pedra reta, com entablamento simples. Duas janelas falsas ficam dos dois lados da porta; uma pesquisa histórica afirma que eles tinham janelas verdadeiras no passado. Janelas paralelas estão acima com persianas de madeira. A fachada possui um frontão amplo e curvilíneo; no topo, há um crucifixo . Dois pináculos simples ladeavam os lados do frontão. A igreja tem um telhado de madeira e cimento. A base de um crucifixo fica no pátio da igreja; o crucifixo desapareceu.

### Interior
A mesa do altar é de pedra com, no topo, um nicho de madeira. A pesquisa do IPHAN de 1943 descreve um púlpito de madeira com base de pedra e uma fonte batismal em pedra decorada. Agora, o púlpito e a fonte batismal estão ausentes do edifício. Existem pelo menos dois túmulos no terreno da igreja com lajes inscritas; um pode ser de Thereza Maria de Jesus (1819-1855), consorte de um proprietário de terras rico em Sergipe.

## Tombamento
A capela foi tombada como uma estrutura histórica pelo Instituto Nacional do Patrimônio Histórico e Artístico em 1943. A estrutura e seu conteúdo foram incluídos na diretiva IPHAN, que inclui o Livro de obras históricas, inscrição 298-T, inscrição no. 225 e Livro de Belas Artes, inscrição fls. 62 Ambas as diretrizes são datadas de 21 de setembro de 1943.